# Het eiland van de verraderlijke slaap
Het eiland van de verraderlijke slaap is een hoorspel van André Kuyten. De NCRV zond het uit op vrijdag 5 april 1968, van 21.05 uur tot 22.00 uur (met herhalingen op vrijdag 25 oktober 1968 en vrijdag 20 juni 1969). De liederen werden gecomponeerd door Paul Christiaan van Westering en uitgevoerd door Hans Karsenbarg en Paul Deen, zang, met gitaarspel van Julien Coco. De regisseur was Johan Wolder.

## Rolbezetting
- Hans Karsenbarg (Ramón Pardo)
- Nora Boerman (Ana, zijn vrouw)
- Ferenc Schneiders (Ibañez)
- Jos van Turenhout (José, zijn knecht)
- Els Buitendijk (Concha)
- Erik Plooyer (Antonio, haar broer)
- Paul Deen (de vreemdeling)

## Inhoud
"Het eiland van de verraderlijke slaap" is de vreemde naam van een herberg waar señor Juan Ibañez, door een vreemde samenloop van omstandigheden, 's avonds laat komt binnenvallen om er de nacht door te brengen. Hij wordt getroffen door een lied dat hij meent te kennen. Het impliceert een verhaal over iets dat lang geleden is gebeurd, iets van ingrijpende aard: het verhaal van het leven van de eigenaar van de herberg, Ramón Pardo. Op die avond, veertig jaar geleden, ontmoette deze Ramón de zuster van zijn vriend Antonio,  Concha. Een vreemdeling zong voor haar een lied: het lied van de dood. "Als een dief in de nacht heb je mijn geliefde gestolen. Ik wil niet langer leven, want het leven is de dood..." Het verhaal van dit lied is het verhaal van Ramón, van Concha en van Juan. Die avond, veertig jaar geleden, had Antonio zijn zuster Concha beloofd dat zij mee uit zou mogen, de eerste dag dat hij weer thuis was, als hij geslaagd zou zijn voor zijn examen. Zo ontmoette zij Ramón en Juan.